# Dražen Kutleša
Dražen Kutleša, hrvaški rimskokatoliški škof, nadškof in metropolit *  25. september 1968, Tomislavgrad, Bosna in Hercegovina.

## Življenjepis
29. junija 1993 je prejel duhovniško posvečenje.
Leta 1995 se je vpisal na podiplomski študij kanonskega prava na Papeški univerzi Urbaniana v Rimu, kjer je leta 1997 magistriral in leta 2001 doktoriral.
Od leta 2006 je deloval kot sodelavec Kongregacije za škofe, zatem tudi pri Kongregaciji za bogoslužje in Kongregaciji za zadeve svetnikov. 
Papež Benedikt XVI. ga je leta 2011 imenoval za soupravitelja in leta 2012 za škofa Škofije Poreč-Pulj. Škofovsko posvečenje je prejel 10. decembra 2011 v stolnici Marijinega vnebovzetja v Poreču.
Leta 2020 je papež Frančišek Kutlešo imenoval za škofa koadjutorja Nadškofije Split-Makarska. Po upokojitvi tamkajšnjega nadškofa Marina Barišića je bil maja 2022 povišan v splitsko-makarskega nadškofa. Koncem oktobra 2022 so ga hrvaški škofje izvolili za predsednika Hrvaške škofovske konference. Dražen Kutleša je tudi aktivni član vatikanskega Dikasterija za škofe.
15. aprila 2023 je papež Frančišek sprejel odpoved kardinala Josipa Bozanića pastoralnemu vodstvu Zagrebške nadškofije in na njegovo mesto imenoval Dražena Kutlešo, ki je bil že pred tem (14. februarja 2023) imenovan za nadškofa-koadjutorja te nadškofije in bil nato 29. aprila umeščen za zagrebškega nadškofa in metropolita.